# نساء الطابق السادس
نساء الطابق السادس هو فيلم من نوع كوميديا أُصدر في 2011. الفيلم من توزيع شركة وينشتاين، وهو من إخراج فيليب لي جواي، أما السيناريو فكان من كتابة فيليب لي جواي وجيروم تونير ‏.

## القصة
تقع أحداث الفيلم في باريس. جان لوي جوبيرت هو سمسار بورصة يعيش مع زوجته سوزان، التي لا تعمل، في شقة كبيرة. تغادر خادمة العائلة الفرنسية بعد نزاع، لذا تذهب سوزان إلى كنيسة حيث يجد الكاهن وظائف للمهاجرين الإسبان. هناك تستأجر ماريا، شابة وجميلة، تتحدث الفرنسية وهي ابنة أخت كونسيبسيون، الخادمة لدى عائلة أخرى في نفس المبنى.
على الرغم من إعجاب جان لوي بماريا منذ أن رآها لأول مرة، إلا أنه أصبح صديقًا للنساء الأخريات أيضًا وبدأ التعرف على اللغة الإسبانية والحياة والثقافة. بدأت زوجته سوزان تشعر بالقلق، ليس بشأن الخادمات اللائي لسن صغيرات أو جميلات في الغالب وفي كل الأحوال خادمات، ولكن بشأن عميلة ثرية له تدعى بيتينا دي بروسوليتس وهي آكلة لحوم البشر سيئة السمعة. عندما أقاما حفلة كوكتيل في شقتهما، شعرت بالغضب بعد أن علمت أن بيتينا مدعوة. أثناء الحفلة، أمسك جان لويس نادلًا مستأجرًا يحاول تقبيل ماريا، وغضبًا، طرده على الفور. ماريا، التي غضبت الآن بعد أن كشف جان لويس علنًا عن مشاعره تجاهها، تتهمه بأنه فاسق وتعامله بازدراء. كشفت لاحقًا أنها لديها ابن في إسبانيا من أحد أرباب عملها السابقين، وتخلت عن الطفل للتبني.
في هذه الأثناء، وجد جان لويس وظيفة جديدة لإحدى النساء الإسبانيات اللاتي تعرضن للإساءة من قبل زوجها؛ ومن باب الامتنان، دعته هو وجميع الإسبان الآخرين إلى حفلة بايلا. وعندما ظهرت ماريا، غضبت عندما وجدت جان لويس هناك مستمتعًا. وعندما وصل متأخرًا إلى المنزل إلى سوزان الغاضبة، اتهمته بأنه كان مع بيتينا. قال إنه كان كذلك ووافق على الانتقال. وباستيلائه على مخزن الطابق السادس، لم يكن قريبًا من ماريا فحسب، بل أصبح أكثر انخراطًا في حياة النساء الأخريات في الطابق. يذهب إلى كنيستهم أيام الأحد، وهي تجربة جديدة بالنسبة له، ويأخذ بعضهن في سيارته للحج إلى ليزيو.
تشعر كونسيبسيون الآن بالقلق من أن تقع ماريا مرة أخرى في حب رجل لن يتزوجها، ولإيقاف أي علاقة بينهما، أخبرت ماريا أين يوجد ابنها الآن في إسبانيا. تخبر ماريا سوزان على الفور بأنها ستغادر لتعود إلى إسبانيا، وتصعد إلى الطابق العلوي في حالة عاطفية، وتسمح لجان لويس بأخذها إلى غرفته وتقبيلها. وتنتهي بها الحال إلى قضاء الليلة معه وفي صباح اليوم التالي تغادر إلى إسبانيا. يشعر جان لويس بألم شديد، ليس فقط لأن ماريا لم تخبره برحيلها، ولكن أيضًا لأن جميع النساء الأخريات اللواتي اعتقد أنهن صديقاته كن صامتات أيضًا بشأن رحيلها.
بعد ثلاث سنوات، يقود جان لويس سيارته إلى إسبانيا بحثًا عن كونسيبسيون. وعندما يتعقبها، تدعي أنها لا تعرف مكان ماريا. ومع ذلك، يخبره زوجها، الذي يدرك ما يشعر به جان لويس، سراً. وعندما يقود سيارته إلى هناك، يجد ماريا تنشر غسيلها والنظرات التي يتبادلها الاثنان تظهر حبهما لبعضهما البعض.

## طاقم التمثيل
- Joan Massotkleiner  [لغات أخرى]‏
- لوران كلاريت  [لغات أخرى]‏
- جان شارل ديفال
- Jean-Claude Jay  [لغات أخرى]‏
- كارمن مورا
- ساندريني كيبرلاين
- ناتاليا فيربيك
- لولا دويناس
- اني مرسييه [الإنجليزية]‏
- Marie-Armelle Deguy [الإنجليزية]‏
- باتريك بونيل  [لغات أخرى]‏
- فيليب دوكوسن [الإنجليزية]‏
- Philippe du Janerand  [لغات أخرى]‏
- Thierry Nenez  [لغات أخرى]‏
- Tristan Calvez  [لغات أخرى]‏
- فنسنت نيميث  [لغات أخرى]‏
- أودري فلورت
- فابريس لوشيني
- بيرتا اوخيا  [لغات أخرى]‏

## الإنتاج
موسيقى الفيلم التصويرية كانت من تأليف Jorge Arriagada ‏.

## وصلات خارجية
- نساء الطابق السادس على موقع IMDb (الإنجليزية)
- نساء الطابق السادس على موقع ميتاكريتيك (الإنجليزية)
- نساء الطابق السادس على موقع روتن توميتوز (الإنجليزية)
- نساء الطابق السادس على موقع نتفليكس (الإنجليزية)
- نساء الطابق السادس على موقع قاعدة بيانات الأفلام العربية
- نساء الطابق السادس على موقع ألو سيني (الفرنسية)
- نساء الطابق السادس على موقع أول موفي (الإنجليزية)
- نساء الطابق السادس على موقع بوكس أوفيس موجو (الإنجليزية)
- نساء الطابق السادس على موقع فيلمافينيتي (الإسبانية)
- نساء الطابق السادس على موقع قاعدة بيانات الأفلام السويدية (السويدية)